# José Sassone
José Sassone (Buenos Aires, Argentina; 1894 - Id; 13 de mayo de 1981) fue un músico y primer actor y director de compañías teatrales argentino. 

## Carrera
Considerado un coloso del teatro argentino, José Sassone inició las compañías de Comedias y Saínetes en 1919, junto a Teresita Puértolas, con el que se hizo muy conocido presentando decenas de obras de ilustres autores argentinos. Gran comediante de disciplinada y armoniosa actuación, integró junto a su esposa el elenco estable de Teatro Nacional. En su compañía debutaron desde Héctor Bonatti, Héctor Ugazio y Miguel Ángel Faust Rocha. También fue dirigente gremial.
En la década del '30 se luce en radioteatros junto a Puértolas como en L S 10, Radio Callao con Romance en palabras.
A su vez, se desempeñó como músico, específicamente en el piano, al formar un cuarteto con los violinistas Peregrinos Paulos y Julio Doutry, y el flautista Luis Teisseire, con quien tocaron en el popular café de aquel entonces La oración. En 1943 colaboró junto al violinista Alberto Pugliese con la composición del tema Milonga de mi tierra que fue grabado por Osvaldo Pugliese en 1959.

## Vida privada
Estuvo casado por varias décadas con la actriz de teatro Teresita Puértolas, hermana de la primera actriz Benita Puértolas. Sus parientes eran los también actores Vicente Sassone y Florindo Sassone.
El actor José Sassone falleció el miércoles 13 de mayo de 1981 debido a un deterioro de su salud.

## Teatro
- 1916: Las víboras.
- 1916: Concurso de belleza.
- 1916: Las entrañas del lobo.
- 1916: El capitán Metralla.
- 1916: La tabla del querer.
- 1916: Yanquees y criollos.
- 1916: Peluquería y cigarrería.
- 1916: El debut de la piba.
- 1919: Cada loco con su tema.
- 1919: Jacintas.
- 1920: La chusma.
- Los muertos, de Florencio Sánchez.
- La fuerza ciega, de Vicente Martínez Cuitiño.
- 1916: La virgen de la pureza.
- 1927: Cartas de amor.
- 1927: Con las alas rotas.
- 1927: En un burro tres baturros.